# 頼士葆
頼 士葆（らい しほう、ライ シーバオ、1951年〈民国40年〉6月20日 - ）は、中華民国（台湾）の大学教員、政治家。中国国民党所属の立法委員。

## 経歴
国立成功大学で機械工学を学び、国立政治大学で経営管理学の修士号を取得。南カリフォルニア大学では、産業工学とシステム工学の修士号と博士号を取得した。
1999年から、新党所属として立法委員を務めた。
2001年立法委員選挙でも再選を目指して出馬したが、落選した。
2004年立法委員選挙には、中国国民党に入党して立法委員に返り咲いた。一時、新党との二重党籍になったが、2005年には新党を離党している。
2024年立法委員選挙で再選し、通算7期目の任期を務めることとなった。

## 選挙記録
| 年度 | 選挙                  | 選挙区           | 所属政党   | 得票数  | 得票率 | 当選 | 注釈 |
| ---- | --------------------- | ---------------- | ---------- | ------- | ------ | ---- | ---- |
| 1996 | 第3回国民大会代表選挙 | 台北市第三選挙区 | 新党       | 38,396  | 8.08%  |      |      |
| 1998 | 第4回立法委員選挙     | 台北市第二選挙区 | 新党       | 30,503  | 4.22%  |      |      |
| 2001 | 第5回立法委員選挙     | 台北市第二選挙区 | 新党       | 23,116  | 3.84%  |      |      |
| 2004 | 第6回立法委員選挙     | 台北市第二選挙区 | 中国国民党 | 70,773  | 12.03% |      |      |
| 2008 | 第7回立法委員選挙     | 台北市第八選挙区 | 中国国民党 | 104,257 | 71.81% |      |      |
| 2012 | 第8回立法委員選挙     | 台北市第八選挙区 | 中国国民党 | 117,892 | 63.43% |      |      |
| 2016 | 第9回立法委員選挙     | 台北市第八選挙区 | 中国国民党 | 83,931  | 49.69% |      |      |
| 2020 | 第10回立法委員選挙    | 台北市第八選挙区 | 中国国民党 | 96,377  | 49.98% |      |      |
| 2024 | 第11回立法委員選挙    | 台北市第八選挙区 | 中国国民党 | 87,099  | 47.46% |      |      |